# Stelling van Jordan

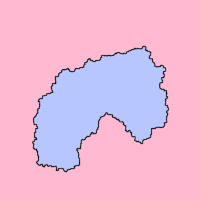
inwendig gebied
uitwendig gebied

In topologie, een deelgebied van de wiskunde, is een jordan-kromme een vrije lus in het vlak, een gesloten kromme, die zichzelf niet snijdt. De stelling van Jordan stelt dat iedere jordan-kromme het vlak verdeelt in een inwendig gebied, dat door de vrije lus wordt begrensd en een uitwendig gebied met alle punten buiten het inwendige gebied, zodanig dat ieder aaneengesloten pad, dat een punt in een van deze twee gebieden met een punt in het anders gebied verbindt, deze lus ergens doorsnijdt. 
De stelling is naar Camille Jordan genoemd, die als eerste in 1887 een bewijs naar voren heeft gebracht. Hoewel de stelling intuïtief duidelijk is, is het moeilijk een sluitend bewijs er voor te vinden. Transparante bewijzen verlaten zich op de hulpmiddelen uit de algebraïsche topologie en hebben tot overeenkomstige stellingen voor hogere-dimensionale ruimten geleid. Lange tijd heeft men gedacht dat het bewijs van Camille Jordan niet strikt genoeg was en dat het eerste volledige bewijs door Oswald Veblen in 1905 was opgesteld, maar Thomas Hales en anderen meenden in de jaren 2000-2009 dat het bewijs van Jordan al wel volledig was.